# Municipio de Independence (condado de Osborne)
El municipio de Independence (en inglés: Independence Township) es un municipio ubicado en el condado de Osborne en el estado estadounidense de Kansas. En el año 2010 tenía una población de 31 habitantes y una densidad poblacional de 0,34 personas por km².

## Geografía
El municipio de Independence se encuentra ubicado en las coordenadas 39°20′55″N 98°46′4″O / 39.34861, -98.76778. Según la Oficina del Censo de los Estados Unidos, el municipio tiene una superficie total de 92.05 km², de la cual 91,82 km² corresponden a tierra firme y (0,24 %) 0,22 km² es agua.

## Demografía
Según el censo de 2010, había 31 personas residiendo en el municipio de Independence. La densidad de población era de 0,34 hab./km². De los 31 habitantes, el municipio de Independence estaba compuesto por el 100 % blancos. Del total de la población el 0 % eran hispanos o latinos de cualquier raza.